# Orkiestry dęte
Orkiestry dęte – piosenka z repertuaru Haliny Kunickiej skomponowana przez Urszulę Rzeczkowską do tekstu Jana Tadeusza Stanisławskiego. Melodia utrzymana jest w rytmie marsza. Wydana w 1970 roku.
Utwór jest tytułowym utworem albumu „Orkiestry dęte”.
W radzieckim serialu animowanym „Wilk i Zając” (ros.  „Ну, погоди!”) w odcinku 4. dwa razy pojawia się fragment tego utworu.